# Cripto-armeni
I Cripto-armeni (in armeno Ծպտյալ հայեր?, tsptyal hayer; in turco Kripto Ermeniler) o Armeni nascosti (in turco Gizli Ermeniler) è un termine generico per descrivere il popolo turco di origine etnica armena in tutto o in parte, il quale generalmente nasconde la propria identità armena alla più ampia società turca. Sono per lo più i discendenti degli armeni ottomani che, almeno esternamente, furono islamizzati (e turchificati o curdificati) "sotto la minaccia dello sterminio fisico" durante il genocidio armeno.
Il giornalista turco Erhan Başyurt descrive gli armeni nascosti come "famiglie (e in alcuni casi interi villaggi o quartieri) [...] che si convertirono all'Islam per sfuggire alle deportazioni e alle marce della morte [del 1915], ma che continuarono le loro vite nascoste come armeni, sposandosi tra loro e, in alcuni casi, tornando clandestinamente al Cristianesimo". Secondo il rapporto della Commissione europea del 2012 sulla Turchia, "un certo numero di cripto-armeni ha iniziato a usare il loro nome e la loro religione originali". The Economist suggerisce che il numero di turchi che rivelano la loro origine armena è in crescita. In turco, a volte vengono indicati con il termine dispregiativo di "avanzi della spada"(in turco kılıç artıkları).

## Storia

### Sfondo
Gli armeni sono originari dall'altopiano armeno. Le parti occidentali dei cosiddetti sei vilayet passarono sotto il controllo dell'Impero ottomano nel XVI secolo, con la pace di Amasya. Gli armeni rimasero la stragrande maggioranza della popolazione dell'area fino al XVII secolo, ma il loro numero diminuì gradualmente e all'inizio del XX secolo costituivano fino al 38% della popolazione dell'Armenia occidentale, stabilita all'epoca nei sei vilayet. I curdi costituivano una parte significativa della popolazione.

### Genocidio armeno

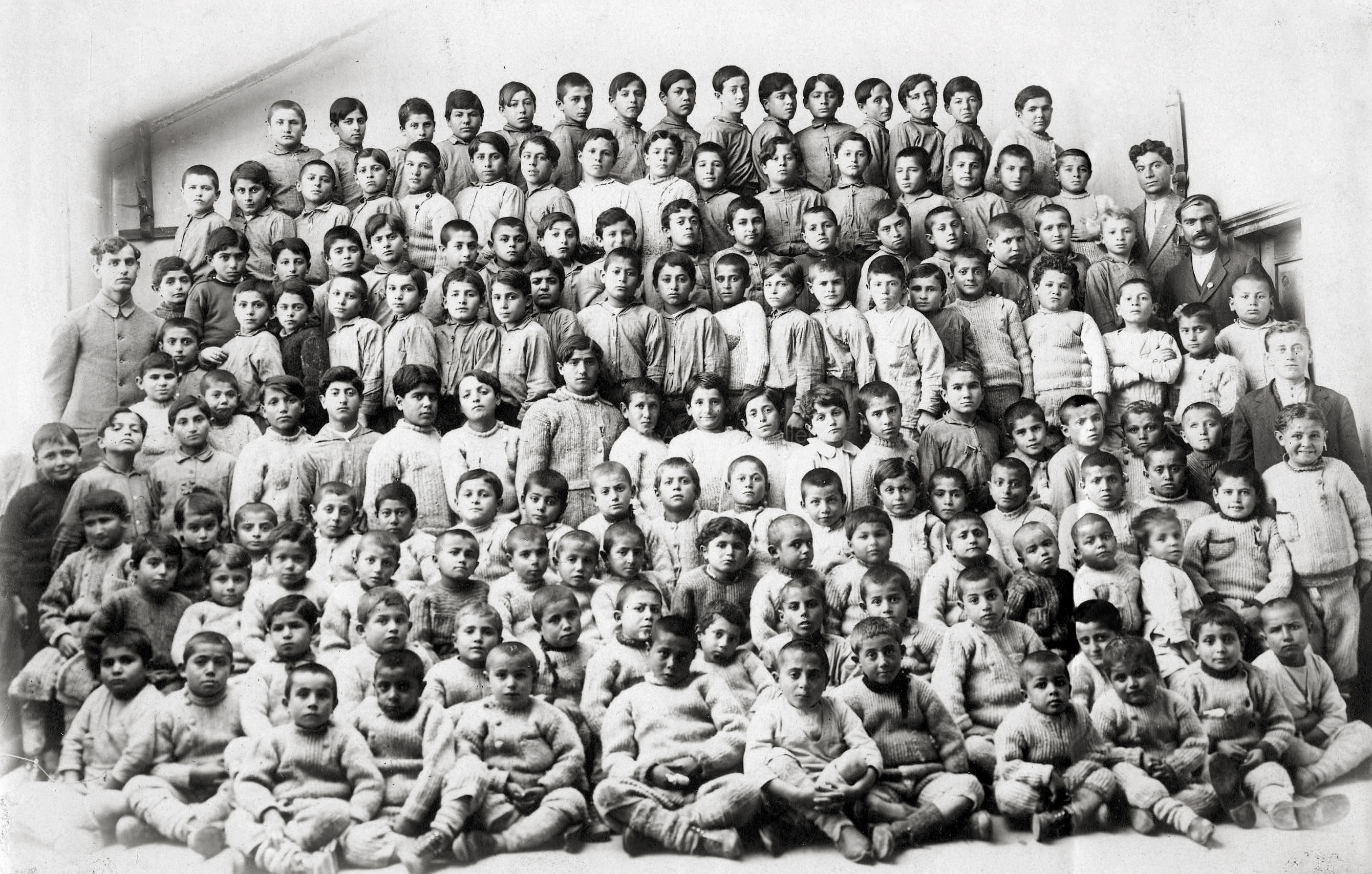
Orfani armeni all'Anatolia College di Merzifon

Nel 1915 e negli anni successivi, gli armeni che vivevano nelle loro terre ancestrali nell'Impero ottomano furono sistematicamente sterminati dal governo dei Giovani turchi durante gli eventi noti come genocidio armeno. Gli ittihadisti che hanno perpetrato il genocidio non avevano la stessa comprensione sull'etnia e nazionalità dei nazisti e la nazionalità poteva essere modificata dalla conversione religiosa all'Islam. Allo stesso modo, gli armeni protestanti e i cattolici potevano essere esentati dalla deportazione. Lo storico Daniel Jonah Goldhagen spiega che i turchi hanno adottato una politica formale di "lasciare che le ragazze e i bambini venissero islamizzati". Sebbene molti bambini siano stati uccisi, alcuni sono stati risparmiati avendo il permesso di vivere come turchi. Lo storico del genocidio Norman Naimark scrive: 
"Migliaia di bambini armeni sono stati cresciuti come musulmani e turchi, mentre donne e ragazze venivano regolarmente convertite, prese nell'harem e sposate con mariti turchi, curdi e circassi. Nel periodo 1918-1922, alcune di queste donne e bambini, incoraggiati dalle potenze occidentali e dai funzionari ottomani anti-ittihadisti, si ricollegarono alle loro famiglie e comunità armene. Ma le donne di diciassette anni o più, o quelle sposate con musulmani potevano scegliere di rimanere con le loro nuove famiglie, e molte lo fecero. Sotto l'occupazione francese, molti bambini armeni sono stati consegnati dalle famiglie turche alla comunità armena, ma, ha scritto un ufficiale armeno, "molti di loro vogliono tornare"
Quando i soccorritori e gli armeni sopravvissuti iniziarono a cercare e rivendicare questi orfani armeni dopo la prima guerra mondiale, solo una piccola percentuale venne trovata e riunita, mentre molti altri continuarono a vivere come musulmani. Inoltre, ci sono stati casi di intere famiglie che si sono convertite all'Islam per sopravvivere al genocidio.

### Periodo repubblicano
"Dopo essersi convertiti all'Islam, molti dei cripto-armeni hanno affermato di subire ancora un trattamento ingiusto: la loro terra è stata spesso confiscata, gli uomini sono stati umiliati con "controlli di circoncisione" nell'esercito e alcuni sono stati torturati". Tra gli anni '30 e '80, il governo turco ha condotto un'indagine segreta sugli armeni nascosti.
Il termine "cripto-armeni" appare già nel 1956.

### Recenti sviluppi
Gli armeni nascosti in Turchia non sentono più di dover mantenere segreta la loro identità armena. Alcuni sono stati battezzati (in turco vaftiz) in Chiesa e hanno iniziato a usare nomi armeni.
Nel 2010, per la prima volta in 95 anni, si è svolta la messa presso la Cattedrale della Santa Croce ad Aghtamar (chiamata Akdamar Kilisesi in turco). Dopo un restauro da un milione di dollari, la chiesa è stata riaperta come museo nel 2007. Il 2010 ha segnato il primo servizio di preghiera cristiano ad Aghtamar dal genocidio. Nel settembre 2010, 2.000 armeni hanno partecipato a una messa nella cattedrale.
Quando la chiesa di San Ciriaco di Diyarbakır è stata riaperta nel 2011, dozzine di armeni cresciuti come musulmani hanno partecipato a una cerimonia di battesimo nella chiesa restaurata. I nomi di coloro che hanno partecipato alla cerimonia battesimale, condotta dal Vice Patriarca Arcivescovo Aram Ateşyan, non sono stati rilasciati pubblicamente per motivi di sicurezza. I turco-armeni che desiderano convertirsi devono prima presentare in tribunale un formale "cambio di religione" per poi andare in chiesa dove apprendono gli insegnamenti fondamentali della fede cristiana. Quando si decide che il richiedente abbia compreso questi insegnamenti, è autorizzato a prepararsi per la cerimonia del battesimo.
Nel maggio 2015 sono stati battezzati 12 armeni a Tunceli in una cerimonia collettiva dopo un'istruzione di sei mesi sulla fede cristiana.

## Letteratura
Uno dei primi libri ad attirare l'attenzione internazionale sugli armeni nascosti è stato "Heranush, mia nonna. Il destino di una donna armena" scritto dalla scrittrice armeno-turca Fethiye Çetin. Insieme a Çetin, Ayse Gul Altinay, Gerard Libaridian e Maureen Freely hanno curato un'antologia di testimonianze di armeni islamizzati chiamata The Grandchildren (I nipoti).
Il libro dal titolo Una nazione segreta: gli armeni nascosti di Turchia di Avedis Hadjian è un'indagine esaustiva sugli armeni islamizzati o nascosti che vivono nelle ex province armene della Turchia e in altre parti del Paese.

## Regioni
La maggior parte dei cripto-armeni risiede nelle province orientali della Turchia, dove era concentrata la popolazione armena precedente al genocidio.

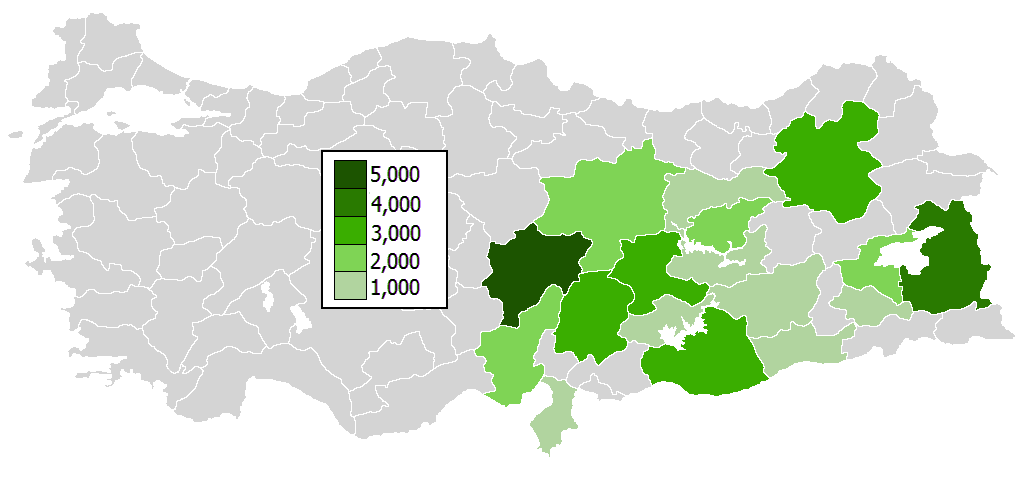
Famiglie cripto-armene in Turchia per province nel 2007, per un numero totale di 36.000.

Regione di Dersim, ribattezzata Tunceli negli anni '30.

### Armeni di Tunceli (Dersim)
Durante il XX secolo, un numero imprecisato di armeni che vivevano nella regione montuosa di Tunceli (Dersim) si era convertito all'alevismo. Durante il genocidio armeno, molti degli armeni nella regione furono salvati dai loro vicini curdi. Secondo Mihran Prgiç Gültekin, capo dell'Unione degli armeni di Dersim, circa il 75% della popolazione di Dersim sono "armeni convertiti". Nel 2012 ha riferito che oltre 200 famiglie a Tunceli hanno dichiarato la loro discendenza armena, ma altre hanno paura di farlo. Nell'aprile 2013, Aram Ateşyan, il patriarca armeno di Costantinopoli ad interim, ha dichiarato che il 90% della popolazione di Tunceli è di origine armena.

### Diyarbakır
Prima del genocidio, Diyarbakır era una città armena. Ci sono ancora alcune torri sopravvissute della chiesa nella città oggi prevalentemente musulmana, ma la maggior parte delle chiese sono in condizioni fatiscenti. In passato gli armeni cristiani dovevano rimanere nascosti ma la situazione è migliorata. La comunità armena ha restaurato una delle chiese e sono disponibili lezioni di lingua armena.

## Numero
Vari studiosi e autori hanno stimato il numero di individui di discendenza armena totale o parziale che vivono in Turchia. La gamma delle stime è ampia a causa dei diversi criteri utilizzati. La maggior parte di questi numeri non fa distinzione tra armeni nascosti e armeni islamizzati. Secondo il giornalista Erhan Başyurt la principale differenza tra i due gruppi è la loro identità. Gli armeni islamizzati, nelle sue parole, sono "figli di donne che sono state salvate da famiglie musulmane e hanno continuato la loro vita in mezzo a loro", mentre gli armeni nascosti "hanno continuato le loro vite nascoste come armeni".[5]
| Numero              | Autore | Descrizione | Anno    |
| ------------------- | --- | --- | ------- |
| 30.000–40.000       | Tessa Hofmann, studiosa tedesca di studi armeni                                                                                | "I musulmani 'criptoarmeni' [...] che si sono adattati alla maggioranza curda o turca" | 2002    |
| 100.000             | Mesrob II, patriarca armeno di Costantinopoli                                                                                  | "almeno 100mila armeni convertiti all'Islam" | 2007    |
| 100.000             | Erhan Başyurt, giornalista turco                                                                                               | da 40.000 a 60.000 ulteriori armeni islamizzati | 2006[5] |
| 100.000             | Salim Cöhce, professore di storia all'Università di İnönü                                                                      | | 2005    |
| 300.000             | Hrant Dink, giornalista turco-armeno della Malatya                                                                             | | 2005    |
| 300.000             | Yervand Baret Manuk, armenologo turco-armeno                                                                                   | da 1.000.000 a 2.000.000 di armeni islamizzati | 2010    |
| 500.000             | Yusuf Halaçoğlu, storico turco                                                                                                 | | 2009    |
| 700.000             | Karen Khanlaryan, giornalista e parlamentare armeno iraniano                                                                   | 700.000 armeni nascosti e 1.300.000 armeni islamizzati | 2005    |
| 2.000.000           | Keith David Watenpaugh, storico                                                                                                | "Due milioni di turchi contemporanei possono avere almeno un nonno armeno..." | 2013    |
| 3.000.000           | Haykazun Alvrtsyan, ricercatore armeno                                                                                         | "Nella sola Germania c'erano 300.000 armeni musulmani. Ha insistito sul fatto che oggi nella parte orientale della Turchia, in varie zone dell'Armenia storica, vivono almeno 2,5 milioni di armeni musulmani, metà dei quali si nascondono". | 2014    |
| 3.000.000–5.000.000 | Aziz Dagcı, il presidente della ONG "Union of Social Solidarity and Culture for Bitlis, Batman, Van, Mush and Sasun Armenians" | Armeni islamizzati | 2011    |
| 4.000.000–5.000.000 | Sarkis Seropyan, l'editore della sezione armena del giornale Agos                                                              | Armeni islamizzati, più della metà dei quali "confessano che i loro antenati erano armeni" | 2013    |